# Бернёй (Шаранта)
Бернёй (фр. Berneuil) — коммуна во Франции, находится в регионе Пуату — Шаранта. Департамент — Шаранта. Входит в состав кантона Барбезьё-Сент-Илер. Округ коммуны — Коньяк.
Код INSEE коммуны — 16040.
Коммуна расположена приблизительно в 430 км к юго-западу от Парижа, в 140 км южнее Пуатье, в 34 км к юго-западу от Ангулема.

## Население
Население коммуны на 2008 год составляло 342 человека.
| 1962 | 1968 | 1975 | 1982 | 1990 | 1999 | 2008 |
| ---- | ---- | ---- | ---- | ---- | ---- | ---- |
| 464  | 386  | 354  | 340  | 326  | 315  | 342  |

## Администрация
| Период | Период | Фамилия         | Партия                   | Примечания |
| ------ | ------ | --------------- | ------------------------ | ---------- |
| 1989   | 2011   | Реймон Пуату    | Разные левые             | фермер     |
| 2011   | 2014   | Жан-Мари Арсико | Демократическое движение | фермер     |

## Экономика
Виноградарство является важной частью сельского хозяйства.
В 2007 году среди 178 человек в трудоспособном возрасте (15—64 лет) 124 были экономически активными, 54 — неактивными (показатель активности — 69,7 %, в 1999 году было 70,2 %). Из 124 активных работали 117 человек (65 мужчин и 52 женщины), безработных было 7 (1 мужчина и 6 женщин). Среди 54 неактивных 16 человек были учениками или студентами, 24 — пенсионерами, 14 были неактивными по другим причинам.

## Достопримечательности
- Приходская церковь Нотр-Дам в романском стиле (XII век). Памятник истории с 1914 года[3]
- Фонтан Нотр-Дам, расположен в долине у подножия церкви.

## Фотогалерея
- Церковь Нотр-Дам
- Интерьер церкви Нотр-Дам
- Мэрия
- Фонтан Нотр-Дам